# Glucosidasas
Las glucosidasas (también conocidas como glucósido hidrolasas) son enzimas que catalizan la hidrólisis de enlaces glucosídicos para generar glúcidos menores. Son extremadamente comunes, con papeles importantes en la naturaleza como en la degradación de biomasa, (como celulosa y hemicelulosa), en la defensa contra las bacterias, en mecanismos de patogénesis y en el normal funcionamiento celular. Junto a las glucotransferasas, las glucosidadas forman la mayor maquinaria catalítica para la síntesis y rotura de enlaces glucosídicos.

## Aparición e importancia
Las glucosidasas se encuentran en prácticamente todos los ámbitos de la vida. En las bacterias y las células procariotas, se encuentran tanto en forma de enzimas intracelulares como de extracelulares, y están muy invollucradas en el proceso de adquisición de nutrientes. Una de las apariciones importantes de las glucosidasas en bacterias es la enzima beta-galactosidasa (LacZ) la cual está involucrada en la regulación de la expresión del lac operón en E. coli. En los organismos superiores las glucosidasas se encuentran en el retículo endoplasmático y en el aparato de Golgi, donde participan en el procesamiento de las N-glucoproteinas, y en lo lisosomas como enzimas vinculadas a la degradación de estructuras de carbohidratos. La deficiencia en determinadas glucosidasas lisosomales puede conducir a una serie de enfermedades de depósito lisosomal que se traducen en problemas en el desarrollo o en la muerte. Las glucosidasas se encuentran en el tracto intestinal y en la saliva, donde se degradan los hidratos de carbono complejos, como la lactosa, el almidón, la sacarosa y la trehalosa. En el intestino se encuentran como enzimas ancladas al glucosilfosfatidil en las células endoteliales. La enzima lactasa es usada para la degradación de la lactosa, el azúcar de la leche, y está presente en altos niveles en los niños. Sin embargo estos niveles de lactasa decrecen con la edad, lo que puede traducirse en intolerancia a la lactosa en adultos. La enzima O-GlcNAcasa está involucrada en la eliminación de grupos N-acetilglucoamina de residuos de serina y treonina en el citoplasma y el núcleo de la célula. Por otra parte, las glucosidasas están involucradas en la biosíntesis y degradación de [glucógeno] en el cuerpo.

## Clasificación
Las glucosidasas están clasificadas con el número EC 3.2.1 como enzimas catalizadoras de la hidrólisis de O- o S-glucósidos. También pueden ser clasificadas de acuerdo al resultado estereoquímico de la reacción de hidrólisis: De esta forma, se pueden clasificar como enzimas de retención o de inversión. Las glucosidasas también se pueden clasificar como exo o endo dependiendo de su lugar de actuación (en el final o en el medio de una cadena de oligo o polisacáridos). Las glucosidasas también pueden ser clasificadas por su secuencia o estructura.

### Clasificación basada en la secuencia
La clasificación basada en la secuencia es una de los métodos predictivos más potentes para deducir cual es la función de enzimas recientemente secuenciadas y cuya función no se ha podido demostrar bioquímicamente. Un sistema de clasificación para las glucosidasas, basado en la similitud de secuencias, ha llevado a la definición de más de 100 familias diferentes. Esta clasificación está disponible en la página web CAZy(Carbohydrate-Active Enzymes). La base de datos en línea está basada en la CAZypedia, una enciclopedia en línea de enzimas vinculadas a los hidratos de carbono. Basándose en las similitudes en la estructura tridimensional, las familias clasificadas por sus secuencias han sido subclasificadas en clanes de estructura similar. Recientes progresos en el análisis de la secuencia de las glucosidasas y en la comparación de las estructuras 3D han permitido la propuesta de una clasificación jerárquica ampliada de las glucósido hidrolasas.

## Mecanismos

### Glucosidasas de inversión
Estas enzimas utilizan dos residuos enzimáticos, normalmente residuos carboxílicos, que actúan como un ácido y una base respectivamente, como se muestra abajo para la beta-glucosidasa:

### Glucosidasas de retención
Estas enzimas actúan mediante un mecanismo de una etapa. Una vez más dos residuos se ven involucrados, uno actúa como nucleófilo y el otro como un ácido o base. En el primer paso el nucleófilo ataca en centro anómerico, dando como resultado la formación de una enzima glucosídica intermedia con un carácter ácido provisto por el carboxilato ácido. En el segundo paso el ahora deprotonado carboxilato ácido actúa como base y se une a una molécula de agua nucleofílica para hidrolizar la enzima intermedia, dando el producto hidrolizado. Este mecanismo se ilustra a continuación.
Un mecanismo alternativo para la hidrólisis con retención de la estereoquímica puede tener lugar mediante un proceso por el cual un residuo nucleofílico se une al sustrato, en lugar de atacar a la enzima. Estos mecanismos son comunes para ciertas N-acetilhexosaminidasas, las cuales tienen un grupo acetamido capaz de participar con grupos vecinos para formar una oxazolina intermedia o ion oxazolinio. Una vez más, el mecanismo se da en dos pasos, dos inversiones individuales que dan como resultado una retención neta de la configuración.

## Nomenclatura y ejemplos
Las glucosidasas son normalmente nombradas según el sustrato sobre el que actúan. De esta forma, las glucosidasas catalizan la hidrólisis de glucósidos en general y las xilanasas catalizan la escisión de xilano de la homopolímeros de xilosa. Otros ejemplos son la lactasa, la amilasa, la maltasa, la invertasa, la neuraminidasa, la hialuronidasa y la lisozima.

## Usos
Las glucosidasas tienen una gran cantidad de usos los cuales incluyen la degradación de materiales vegetales (ej.: celulasas para degradar la celulosa a glucosa, lo que puede ser usado para la producción de etanol), en la industria alimenticia (ej.: invertasa para producir azúcar invertido), y en la industria del papel (ej.: xilanasas para extraer hemicelulosa de la pasta de papel). Las celulasas se añaden a los detergentes para el lavado de los tejidos de algodón y ayudar en el mantenimiento de los colores.
En química orgánica, las glucosidasas se pueden usar como catalizadores sintéticos para formar enlaces glucosídicos mediante hidrólisis inversa (en la cual el punto de equilibrio se invierte) o mediante transglucosilación (en la cual glucosidasas de retención pueden catalizar la transferencia de un grupo glucosilo desde un glucósido activo hasta un aceptor alcohol para crear un nuevo glucósido.
Han sido desarrolladas glucosidasas mutantes, llamadas glucosintasas, que son capaces de conseguir la síntesis de glucósidos con un alto rendimiento a partir de donantes activados de grupos glucosilo. Las glucosintasas se forman normalmente a partir de glucosidasas de retención mediante mutagénesis local del nucleófilo enzimático convirtiéndose en un grupo menos nucleofílico, como la alanina o la glicina. Otra forma de mutación cuyo producto se denomina tioglucoligasa se forma mediante mutagénesis local del residuo ácido/base de una enzima glucosidasa de retención. Las tioglucoligasas catalizan la condensación de glucósidos activados y varios aceptores que contengan tiol. Otro de sus usos es el aumento de azúcares fermentables en la producción de cerveza "light"

## Inhibidores
Se conocen muchos compuestos que pueden actuar inhibiendo la acción de un glucosidasa. Unas contienen nitrógeno, se han encontrado en la naturaleza heterociclos tales como la desoxinojirimicina, la swainsonina, la australina y la castanospermina. A partir de estos modelos naturales se han desarrollado otros, incluyendo la isofagomina y la desoxygalactonojirimicina, y varios compuestos insaturados como PUGNAC. Algunos inhibidores se usan a nivel clínico como los medicamentos anti-diabéticos ascarbosa y miglitol, o en terapia antiviral (oseltamivir y zanamivir). Algunas proteínas actúan como inhibidores de la glucósido hidrolasa.